# Графство Льовен
Графството Льовен (на френски: Counts of Louvain; на нидерландски: Graafschap Leuven) е средновековно графство със столица Льовен в днешна Белгия.

## История
Създава се през края на 10 век, когато Ламберт от Льовен, по-малък син на граф Регинар III от Хенегау от фамилията Регинариди и зет на херцог Карл от Долна Лотарингия, получава тази територия. Неговите потомци получават след сто години титлата херцог на Долна Лотарингия и се наричат след още сто години по-късно херцози на Брабант. Графството влиза в новото херцогство.

## Графове на Льовен
- Ламберт I Брадатия, † 1015, син Регинар III, граф на Льовен 994 – 1015
- Хайнрих I Стари, негов син, граф на Льовен 1015 – 1038
- Ото, негов син, граф на Льовен 1038 – 1040
- Ламберт II, брат на Хайнрих I, граф на Льовен 1040 – 1054
- Хайнрих II, негов син, граф на Льовен 1054 – 1078
- Хайнрих III, негов син, граф на Льовен 1078 – 1095, ландграф на Брабант от 1085/1086.
- Готфрид I от Льовен, брат на Хайнрих III, херцог (Готфрид V) от Долна Лотарингия 1106 – 1128
- Готфрид II от Льовен, негов син, херцог (Готфрид VI) на Долна Лотарингия 1139 – 1142
- Готфрид III от Льовен, негов син, херцог (Готфрид VII) на Долна Лотарингия 1142 – 1190
- Хайнрих I от Брабант, негов син, 1190 – 1235, от 1183/1184 херцог на Брабант, херцог на Долна Лотарингия от 1190.